# 森特鎮區 (愛荷華州傑佛遜縣)
森特鎮區（英語：Center Township）是位於美國愛荷華州傑佛遜縣的一個行政鎮區。

## 地方資料
根據2010年美國人口普查的數據，森特鎮區的面積為96.32平方千米，當中陸地面積為96.15平方千米，而水域面積為0.17平方千米。當地共有人口1158人，而人口密度為每平方千米12.02人。